# David White (monteur son)
Pour les articles homonymes, voir White et David White.
David White est un monteur son australien.

## Biographie
Il étudie le son à l'Australian Film, Television and Radio School (en) à Sydney (Nouvelle-Galles du Sud), dont il sort diplômé en 1987.

## Filmographie (sélection)
- 2006 : La Cité interdite (sinogramme simplifié: 满城尽带黄金甲; sinogramme traditionnel: 滿城盡帶黃金甲; Hanyu pinyin: Mǎnchéng Jìndài Huángjīnjiǎ) de Zhang Yimou
- 2008 : The Horseman de Steven Kastrissios
- 2008 : Acolytes de Jon Hewitt (en)
- 2009 : Prédictions (Knowing) d'Alex Proyas
- 2013 : Les Voies du destin (The Railway Man) de Jonathan Teplitzky (en)
- 2015 : Mad Max: Fury Road de George Miller

## Distinctions

### Récompenses
- Oscars 2016 : Oscar du meilleur montage de son pour Mad Max: Fury Road

### Nominations
- BAFTA 2016 : British Academy Film Award du meilleur son pour Mad Max: Fury Road